# أندريا جيجيتش
أندريا جيجيتش (بالكرواتية: Andrija Žižić) مواليد 14 يناير 1980 في سبليت، جمهورية كرواتيا الاشتراكية هو لاعب كرة سلة كرواتي معتزل. بدأ مسيرته الاحترافية في سنة 1998. لعب مع فريق نادي سيبونا لكرة السلة. اعتزل اللعب في 2016.

## المسيرة الاحترافية
لعب مع سبليت من سنة 1998 إلى 2003، ثم لعب مع سيبونا في موسم 2003–2004، ثم لعب مع برشلونة في الدوري الإسباني في موسم 2004–2005، ثم لعب مع أولمبياكوس من سنة 2005 إلى 2007، ثم لعب مع باناثينايكوس في موسم 2007–2008، ثم لعب مع غلطة سراي لكرة السلة في الدوري التركي في موسم 2008–2009، ثم لعب مع باسكت سرقسطة 2002 في الدوري الإسباني في سنة 2009، ثم لعب مع أسفيل باسكت في الدوري الفرنسي في موسم 2010–2011.

## روابط خارجية
- أندريا جيجيتش على موقع الاتحاد الدولي لكرة السلة (الإنجليزية)
- أندريا جيجيتش على موقع الدوري الأوروبي لكرة السلة (الإنجليزية)
- أندريا جيجيتش على موقع الدوري الإسباني لكرة السلة (الإسبانية)
- أندريا جيجيتش على موقع كرة السلة الأوروبية.كوم (الإنجليزية)
- أندريا جيجيتش على موقع ريلجم (الإنجليزية)
- أندريا جيجيتش على موقع بروبوليرز (الإنجليزية)
- أندريا جيجيتش على موقع سبورتس رفرنس (الإنجليزية)